# Battlements Nunatak
Battlements Nunatak är en nunatak i Antarktis. Den ligger i Östantarktis. Australien gör anspråk på området. Toppen på Battlements Nunatak är 2 115 meter över havet, eller 112 meter över den omgivande terrängen. Bredden vid basen är 1,7 km.
Terrängen runt Battlements Nunatak är platt åt nordost, men åt sydväst är den kuperad. Trakten är obefolkad. Det finns inga samhällen i närheten.